# Eino Pekkala
Eino Oskari Pekkala, född 29 november 1887 i Seinäjoki, död 30 september 1956 i Helsingfors, var en finländsk politiker. Han var bror till Mauno Pekkala.

## Biografi
Pekkala blev filosofie kandidat 1908, juris kandidat 1918 och var därefter verksam som advokat i Helsingfors. I sin ungdom var han en framgångsrik atlet, och 1919–27 var han ordförande för Arbetarnas idrottsförbund i Finland (AIF). Han medverkade i bildandet av Finlands socialistiska arbetarparti 1919 och var ledamot i Finlands riksdag 1927–30. Den 5 juli 1930 utsattes han för en så kallad "skjutsning", då han medan grundlagsutskottet var samlat bortfördes av Lapporörelsen, men släpptes dagen därpå. Efter krigsslutet anslöt sig han till Demokratiska förbundet för Finlands folk (DFFF) och var 1945 förste vicetalman i riksdagen samt undervisningsminister 1945–46 och justitieminister 1946–48. 

## Utmärkelser
- Finlands idrottskulturs stora förtjänstkors,  1949[1]
- Finlands Olympiska förtjänstkors av 1 klass,  1952[2]

[Redigera Wikidata]